# Éton
 Éton  là một xã thuộc tỉnh Meuse trong vùng Lorraine đông nam nước Pháp. Xã này nằm ở khu vực có độ cao trung bình 245 mét trên mực nước biển.